# Agrisius griseilinea
Cyana griseilinea là một loài bướm đêm thuộc phân họ Arctiinae, họ Erebidae.